# Badan Intelijen Nasional
La Badan Intelijen Negara, (Agenzia di Intelligence dello Stato), più comunemente BIN, è la principale agenzia d'intelligence dell'Indonesia.
Prima del 2001 era nota come Bakin (Badan Koordinasi Intelijen Negara (membro di coordinamento dell'Agenzia di Intelligence); il suo nome è stato cambiato in seguito ad una ristrutturazione generale dell'agenzia. La BIN è responsabile per il coordinamento di operazioni di scambio di informazioni tra l'Indonesia e le altre agenzie di intelligence.